# 무신정권
무신정권(武臣政權)은 의종 24년(1170)부터 원종 11년(1270)까지 100년 동안 무신이 수립한 고려시대 정부를 말하며, 그 시기를 무인시대(武人時代)라 부르기도 한다. 

## 개요
문치주의에 입각한 고려의 귀족정치는 무신의 사회적 몰락을 초래했다. 정치적으로 경제적으로 열세에 놓여 있던 무신들에 대한 천대는 의종 때 극에 달했다. 그 때문에 일찍이 최질(崔質)·김훈(金訓) 등의 무신이 주동이 되어 쿠데타를 일으킨 일까지 있었다. 생활상으로도 크게 곤란을 받던 무신들의 불만은 오병수박희(五兵手縛戱)를 계기로 폭발하였다. 무신의 난은 의종 24년인 1170년 음력 8월 30일에 정중부, 이의방, 이고, 채원, 이의민 등에 의하여 일어났다. 이 반란의 성공으로 무신들은 의종을 폐위시키고 명종을 옹립하였으며, 많은 문신을 살육했다.
그 뒤 김보당이 의종 복위 운동을 일으켰으나 실패하고 많은 문신들이 공모 혐의로 죽임을 당했다. 이 후 ‘조위총의 난’ 등 무신에 대한 항거가 많았으나 모두 실패했다. 무신들은 〈중방〉을 중심으로 정권을 장악하고 관직의 독점, 사전의 확대를 통하여 정치적 지위와 경제적인 실력까지도 차지하게 되었다.
이제 문벌을 존중하고 문신들이 지배하던 고려사회는 변질되어, 실력 유무가 정권장악 여부를 결정하는 무신사회가 되었다. 이리하여 쉴새없이 같은 무신 사이에서 정권이 교체되었다. 즉 이의방은 이고를 죽이고, 딸을 태자비로 삼아 권세를 부리다가 정중부의 아들인 정균에게 제거되었다.
그 후 홀로 득세하여 위세를 떨치며 방자한 행동을 자행하던 정중부가 경대승에 의해 살해되자, 이에 무신들은 경대승을 전체의 적으로 돌리려 했다. 여기에 위험을 느낀 경대승은 신변보호를 위해 〈도방〉을 설치했으나 병사하였으며 이의민이 권력을 누렸다. 그러나 그도 최충헌, 최충수 형제에 의해 살해되었다.
20여 년의 짧은 기간 동안 수차례 정권이 교체됨에 따라 일어난 사회적 혼란을 수습하고, 정권의 안정을 가져온 것이 곧 최충헌이었다. 그는 모든 적대세력을 차례로 억압하고 독재 정권의 수립에 성공했다. 그리고 그는 문신을 친하게 대하고 다른 무신들을 버리는 등, 문신 친화 정책을 펼쳤다. 또한 그는 문벌·전통에 대한 사회의 강한 집착 때문에 왕권을 존속시키기는 했으나 왕위를 마음대로 폐위하고 옹립하였다. 또한 그의 실력으로 사원 세력을 제거하고 농민과 노비의 난을 진압하여 최씨 정권의 기초를 마련했다.
그 뒤 최씨 정권은 고종과 함께 강화도로 옮겨 가서 몽골에 대항한다(→대몽항쟁, →고려-몽골 전쟁). 최충헌으로부터 최우, 최항, 최의에 이어지는 동안 7차에 걸쳐 몽골과 전쟁을 치렀으며, 그 와중에 지도력이 약화되었다. 이에 고려 조정에서는 점차 그 세력을 만회하기 시작한 문신들은 몽골과의 강화를 주장했다. 즉 문신들은 외세를 이용하여 무인세력을 견제하려고 한 것이다. 이리하여 몽골과 강화를 맺으려는 주화파는 일부 무신과 결탁하여 최씨 정권이 무너졌다.
결국 문신인 류경과 최의의 수하였던 김준에게 최의가 살해되고 1270년 개경 환도와 더불어 고려는 몽골과 강화를 맺고 전쟁은 끝이 났다. 그러나 무신정권 내부에서 갈등이 생겨 반발이 일어나고 일시적으로 원종이 폐위된다. 그러나 고려 태자가 원나라 황제에 원군을 요청함으로써 1270년 음력 5월 임유무는 사형당하고 무인정권은 완전히 소멸하게 된다.

## 최씨 집권기
최씨정권이라고 흔히 불리며, 최씨 무신정권으로도 불린다. 집권은 62년간 4대로 최충헌, 최우, 최항, 최의가 집권한 때이다.

## 군사 기구

#### 도방
처음 무신정변 이후에 무인들은 저마다 문객과 집안의 종을 무장시켜 사병화하였는데, 이는 경대승의 도방에 이르러 조직화되었다. 최충헌은 경대승을 모방하여 도방의 사병을 6교대로 나누어 교대로 그의 집을 지키게 하고 뒤에 이를 36번으로 확대했다. 그 결과 용맹스런 자는 모두 최씨정권의 사병이 되는 상태에 놓이게 되었다.

#### 삼별초
최우는 전국의 도적이 급증하자 야별초를 조직하였고, 그 수가 많아지자 좌별초와 우별초로 분리되었고 그 후 원나라에 체포되었다가 달아난 군사와 남은 장정들을 모아서 신의군이 조직됐는데 이 조직 세 곳이 통합되어 삼별초가 만들어져 고려의 최정예 부대가 된다.

#### 중방
무신정변 직후 무인들이 권력을 행사한 중방은 최씨의 독재정치로 옮아가는 과정에서 점차 실력을 잃고 그 대신 새로운 권력 기구가 등장했다. 최충헌은 왕으로부터 진강후(晋康侯)로 봉해지고, 부(府)를 세워 흥녕(興寧)이라 함으로써 무인 정치를 형식적으로 정당화했다.

### 행정 기구

#### 교정도감
최씨 정권의 최고 막부와도 같은 구실을 한 것은 교정도감이었던 듯하다. 최충헌 자신은 교정별감에 올라 실권을 행사했으며 교정별감 직책은 최우·최항·최의 등 최씨 4대는 물론 그 후에도 정치적 실권자에게 계승되었다.

#### 정방
정방은 최우 때 비롯된 것으로, 최우의 사저에 설치된 인사 처리 기관이었다. 이는 문신 세력이 대두할 수 있는 토대를 제공하였다.

#### 서방
최우는 문객 중 문인을 뽑아 서방을 만들었는데, 여기에서 많은 문인이 정방으로 진출했다. 최씨는 도방이나 삼별초 같은 군대뿐만 아니라 서방의 문인들도 함께 옹위하게 함으로써 문무의 실권을 장악했다.

## 무인시대의 사회

### 신분 질서
무신정변은 문벌과 문신들의 주도와 무신에 대한 차별에 반기를 든 정변으로, 무신들이 근본적인 사회개혁을 추구한 것은 아니었다. 그러나 무신정변 이전부터 고려사회는 상층으로부터 하층사회에 이르기까지 서서히 변화하고 있었으며, 무신정변 이후에는 그 변화가 더욱 현저해졌다.
무신들의 집권이 확고해지자, 무신과 문신간에 공존을 위한 타협이 진행되면서 통혼이 이루어졌다. 특히 집권 무신세력들과 기존의 문벌들 사이에서 적극적으로 통혼이 추진되었다. 이는 집권 무신세력들로서 문벌층의 권위를 끌어들이는 것이었고, 문벌층으로서도 집권세력과의 연결을 통해 자신들의 지위를 유지해나가는 길이었다.
이로써 지배층의 상층부는 집권 무신세력들을 중심으로 기존의 문벌층이 재편성되는 양상을 띠었다. 이처럼 변화된 지배층 상층부는 전기의 문벌층에 비해 혈통적인 가문의 권위가 약화되었지만, 그 전통은 일부 남아 후기 지배층의 상층부를 이루는 권문세족과 같은 양상을 띠었다. 최고의 지배층이 이루는 계급내혼적인 단위에는 급격히 권세를 잡게 된 하층 출신들이 상당수 새로이 포함되었는데, 그 내부 구성원들의 상승과 몰락이 빈번한 와중에서 이러한 신흥세력의 비중은 서서히 확대되었다. 또한 정권을 장악한 정치세력 가운데서도 중심적인 인물들은 무인집정과 같은 신흥세력들이 주류를 이루었다.
지배층의 하층부에도 지방의 하층 출신들이 장기간의 정변과정에서 대거 유입되었다. 특히 군인에서 하급무관으로 진출하는 부류들이 많았고, 그 중에는 무인집정 이의민이나 김준처럼 노비의 피가 섞인 하층 출신으로 당대의 최고 권력에까지 접근한 인물들도 있었다. 무신들이 사회 전반을 주도하는 가운데 문신들의 역할은 오직 문장에 능하고 실무행정을 잘 수행하는 이른바 ‘능문능리(能文能吏)’로 축소되었다. 무반들이 문반직을 겸직하는 것이 확대되고, 지방 향리층의 문반직 진출도 증가하였다.

### 경제
토지질서의 붕괴는 농민들의 생활을 위협하였다. 12세기 초 이래 토지겸병에 따른 수취의 증가, 빈번해진 이상기후에 따른 흉작, 전란 등은 기근을 불러왔고, 경제적 파탄으로 유망민이 발생하였다. 이러한 상황은 무신정변 이후 정치적 혼란 속에서 더욱 악화되었다. 무신집권기에는 권세가들의 토지겸병으로 농장이 발달하였으며, 전시과제도가 유명무실해지게 되었다. 최고 권력층으로부터 하급 지방관에 이르기까지 수탈을 자행하여 하층민의 항거와 지배질서로부터의 이탈이 이어졌다.

### 민란
하층민의 봉기는 무신집권 초부터 30년간 집중적으로 발생하였다. 명종 2년(1172년)에는 서북지방의 성주(成州) 등 3개 주에서 주민들이 수령의 횡포와 수탈에 항거하여 민란을 일으켰고, 명종 4년(1174년)에 일어난 서경유수 조위총의 난에는 서북지방 40여 성의 주민들이 대거 동조하였다. 특히 후자는 진압 후에도 난이 두 차례 재발하여 5년간이나 지속되었다.

명종 5년(1175년)경부터는 남부지방에서도 큰 세력을 이룬 지방민의 봉기가 일어났으며, 명종 6년(1176년)에는 공주에 속한 종속 구역인 명학소(鳴鶴所)에서 망이·망소이가 주동한 봉기가 발생하였다. 망이·망소이는 관군의 회유로 일단 항복했으나, 다음해에 재차 봉기하여 공주를 비롯한 충청도 대부분의 군현들을 점령하며 기세를 떨치다가 관군의 대대적인 토벌에 의해 진압되었다. 충청도지역에서는 명종 12년(1182년)에도 수령의 탐학에 저항한 농민봉기가 있었다.

같은 시기에 전라도에서도 산발적인 지방민 봉기가 있었는데, 전주에서는 군인들과 관노들이 봉기를 일으켰다. 명종 23년(1193년)에는 경상도지역에서 민란이 다시 발생하여, 신종 5년 경주를 중심으로 연합전선을 형성하여 경상도 일대에 위세를 떨쳤으나, 다음해 최충헌이 파견한 토벌군에 의해 진압되었다. 

무신집권기에 발생한 양민·천민·종속 구역민 등 하층민의 봉기는 가혹한 수탈에 몰려 일어난 저항이었으나, 일부 봉기에서는 정권과 체제에 저항하는 양상도 나타났다. 신종 원년(1198년) 만적이 주동이 된 개경 지방 사노들의 반란모의에서는 노비문서인 천적을 불태워 삼한에서 천민을 없앨 것이 표방되었고, 더 나아가 정권의 탈취가 기도되었다.

특히 종속 구역민이나 천민층의 경우 제도적으로 부과되는 부담이 과중하였으므로, 이들의 봉기는 체제에 저항하는 측면이 강했다. 망이·망소이의 난에 대한 정부의 회유책에 명학소를 현으로 승격하는 조치가 포함된 것은 그러한 요구에 대한 미봉적 대응이었다. 최씨 정권이 들어서면서 강력한 토벌로써 하층민의 봉기를 억제하였으나, 변화의 흐름을 막을 수는 없었다. 그 현저한 것은 종속 구역민들의 변화였으니, 이들 구역에서는 주민의 이탈이 잇따랐다.
그리하여 890여 개에 달하던 종속 구역이 12세기와 13세기를 거치는 동안 대부분 사라지고, 일부 남은 것들도 대부분 그 성격이 일반 군·현 도는 그 속의 일반 촌락과 같은 것으로 바뀌게 되었다.

## 무인시대의 문화
무인들이 정권을 장악하자, 일부 문인들은 출세를 단념하고 초야에 은거하며 음주와 시가를 즐기는 경향을 나타내었다.
이인로, 임춘 등은 그 대표적인 인물로 중국의 죽림칠현에 비기어 스스로를 해좌칠현(海左七賢)이라고 자처하였다. 다른 한편 이규보, 최자와 같이 최씨의 문객으로서 무인 정권하에서 새로운 출세의 길을 모색하는 문인학자들도 있었다.
그러나 이들에게도 정치적 진출에는 한계가 있었다. 이 두 부류의 문인들은 서로 얽혀서 하나의 문학적 세계를 이룩하였고, 그 속에서 자라난 것이 신화, 전설, 일화, 시화(詩話) 등을 소재로 한 ‘설화문학’이었다.
한편 기술 분야에서는 목판 인쇄술과 금속 활자 인쇄술이 처음 등장하였다. 또한 의학이 크게 진보하는 시기이기도 하다.

## 무신정권 역대 집권자
| 대수         | 이름     | 시작년도 | 완료년도 | 집권      | 권력기구      | 왕                       | 비고                                                                                | 기타 |
| ------------ | -------- | -------- | -------- | --------- | ------------- | ------------------------ | ----------------------------------------------------------------------------------- | ---- |
| 연립정권     | (이고)   | 1170년   | 1171년   | 5개월     | -             | 의종 명종                | 의종의 폐위. 이의방, 정중부와 함께 연립정권 형성하나 집권하지는 않음.               |      |
| 1대 연립정권 | 이의방   | 1170년   | 1174년   | 4년       | -             | 의종 명종                | 의종의 폐위. 이고, 정중부와 함께 연립정권 형성.                                     |      |
| 2대 연립정권 | 정중부   | 1174년   | 1179년   | 5년       | 중방          | 명종                     | 이고, 이의방과 함께 연립정권 형성.                                                  |      |
| 3대          | 경대승   | 1179년   | 1183년   | 4년       | 중방          | 명종                     |                                                                                     |      |
| 연립정권     | (조원정) | 1184년   | 1187년   | 3년       | 중방          | 명종                     | 이의민, 두경승과 함께 연립정권 형성. 1187년 정변을 일으키다가 실패하고 사형당함.    |      |
| 연립정권     | (두경승) | 1184년   | 1196년   | 12년      | 중방          | 명종                     | 이의민, 조원정과 함께 연립정권 형성.                                                |      |
| 4대 연립정권 | 이의민   | 1184년   | 1196년   | 12년      | 중방          | 명종                     | 조원정, 두경승과 함께 연립정권 형성.                                                |      |
| 5대          | 최충헌   | 1196년   | 1219년   | 23년      | 교정도감      | 명종 신종 희종 강종 고종 | 명종, 희종의 폐위.                                                                  |      |
| 6대          | 최우     | 1219년   | 1249년   | 30년      | 교정도감 정방 | 고종                     | 최충헌의 아들.                                                                      |      |
| 7대          | 최항     | 1249년   | 1257년   | 8년       | 교정도감 정방 | 고종                     | 최우의 아들.                                                                        |      |
| 8대          | 최의     | 1257년   | 1258년   | 1년       | 교정도감 정방 | 고종                     | 최항의 아들.                                                                        |      |
| 문인실권     | (류경)   | 1258년   | 1258년   | 8개월     | 교정도감 정방 | 고종                     | 무신정권기 유일한 문인 실권자. 문인이기에 일반적으로 무신정권 계보에서 빠진다.      |      |
| 9대          | 김준     | 1258년   | 1268년   | 10년      | 교정도감 정방 | 고종 원종                |                                                                                     |      |
| 10대         | 임연     | 1268년   | 1270년   | 1년 3개월 | 교정도감 정방 | 원종 영종                | 영종은 1269년 6월부터 11월까지 약 5개월 간 왕위에 등극했지만, 몽골의 압력으로 폐위. |      |
| 11대         | 임유무   | 1270년   | 1270년   | 3개월     | 교정도감 정방 | 원종                     | 임연의 아들.                                                                        |      |

## 고려의 무신정권과 일본막부의 공통점과 차이점

### 공통점
1. 국가의 군사제도 담당

2. 군사제도 관련 관작 임명은 국왕이 임명하여 정통성이 존재하며 특별한 경우가 아닌 이상 세습이 가능했음

3. 모두 같은 시기에 벌어졌으며 발생 원인이 문신(文臣)이나 귀족이 무신(武臣)을 차별하여 발생함

4. 결국 무신(武臣)이 반란이 발생하여 문신이나 귀족 수십명의 집안 자체가 멸문지화 되거나 유형당함

5. 명분상이나 형식상으로 2인자이며 상황에 따라서 군주를 갈아 치우기하여 이로인하여 조정 권력이 약화되며 무신 정권 권력이 강화됨

6. 부(富)가 한때에 이들에게 쏠린 적이 있었음

### 차이점
1. 일본 막부도 한때 고려의 무신정권처럼 수도에 거점을 잡기도 했으나 몇몇 막부의 경우 조정의 수도(교토)와 따로 이전함

2. 고려의 무신정권은 수도를 거점으로 하였으며 국왕과 문신들이 만들어낸 기존의 국가조직안에서 패권을 획득하였다. 그렇기 때문에 가마쿠라 막부와 비교해 볼 때 재지성(在地性)은 약하며 토지를 매개로 사병을 조직하는 제도는 정비되지 않았다.

3. 일본 막부와 달리 고려 무신정권의 계층의 유동성이 활발

4. 고려 무신정권은 세계 정세의 변화와 원나라의 침공으로 인해 13세기에 무너졌지만 일본 막부는 19세기 말까지 유지

## 같이 보기
- 우봉 최씨
- 무신정변
- 대몽항쟁
- 가마쿠라 시대